# Старе Делі

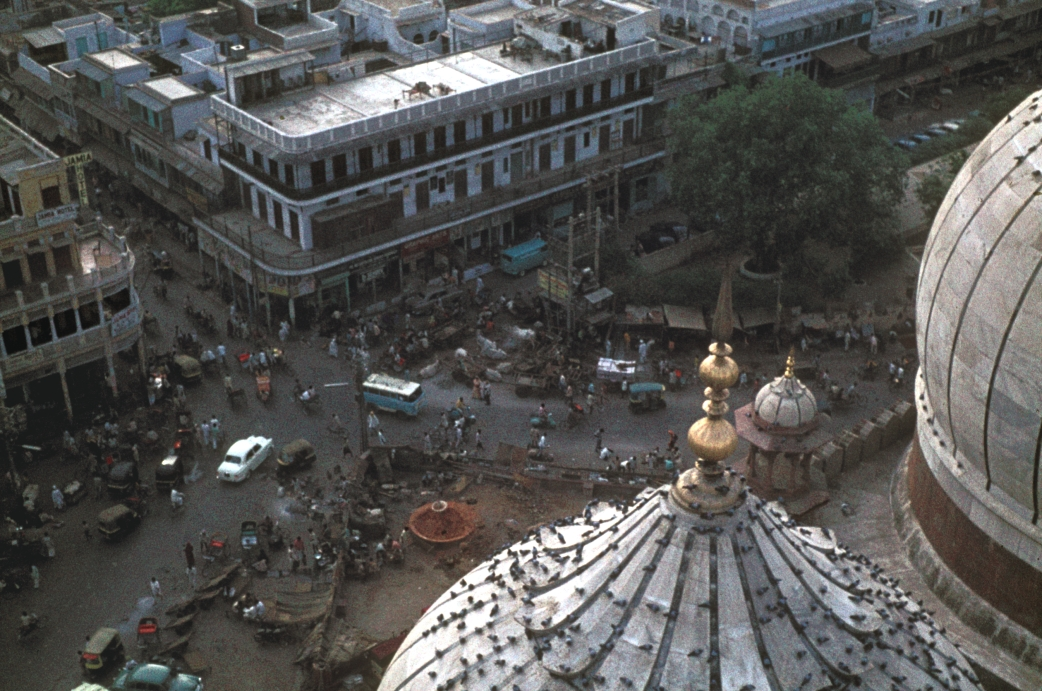
Вид з мечеті Джама-Масджід

Старе Делі (гінді पुरानी दिल्ली, пенджаб. ਪੁਰਾਣੀ ਦਿੱਲੀ, урду پُرانی دلّی, англ. Old Delhi) — обнесений стінами район Делі, спочатку відомий як Шахджаханабад (гінді शाहजहानाबाद, пенджаб. ਸ਼ਾਹਜਹਾਨਾਬਾਦ, урду شاہجہان آباد) на ім'я могольського імператора Шаха Джахана, що заснував це місто у 1639 році на північ від ранішого поселення Делі. Місто залишалося столицею держави Великих Моголів до кінця існування династії. Спочатку місто було наповнене домами знаті та членів імператорського двору, елегантними мечетями та садами. Зараз район дуже перенаселений, але все ще зберігає символічне значення серця Делі. Поруч, на південний захід від цього району, розташований британський Лаченсівське Делі, що містить державні урядові установи.